# Roman Wasserfuhr

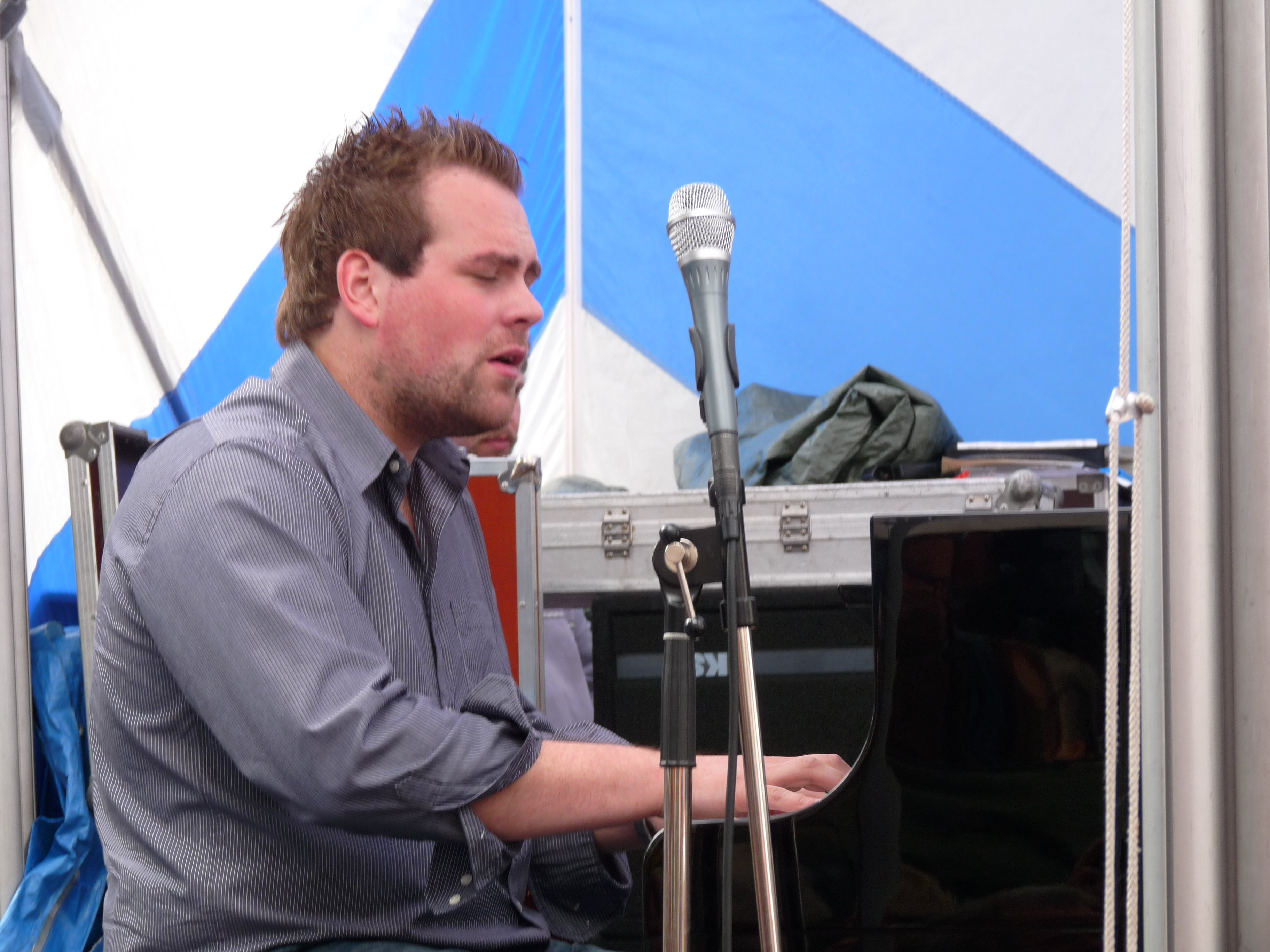
Roman Wasserfuhr in Idstein, 2009

Roman E. Wasserfuhr (* 24. Februar 1985 in Hückeswagen) ist ein deutscher Jazz-Pianist, Multiinstrumentalist, Komponist und Arrangeur.

## Leben und Wirken
Wasserfuhrs musikalische Neigungen wurden bereits im Alter von drei Jahren deutlich. Nach ersten Anleitungen durch den Vater, einen Musiklehrer, erhielt er mit sieben Jahren klassischen Unterricht in den Fächern Klavier und Schlagzeug. Schon bald wurde seine Vorliebe für den Jazz deutlich, die er gemeinsam mit seinem Trompete spielenden jüngeren Bruder Julian in der schuleigenen Big Band praktizieren konnte. Angeleitet durch den Pianisten Matthias Bröde entwickelte er sein Talent weiter. An der Seite seines Bruders gewann er einige nationale und internationale Wettbewerbe. Während eines Sommerkurses am Berklee College of Music erhielt er ein Stipendium. Roman Wasserfuhr studierte Jazzklavier bei Hubert Nuss und Jazz-Komposition/Arrangement bei Frank Reinshagen an der Hochschule für Musik Köln; das Studium absolvierte er mit Auszeichnung.
Im September 2005 wurde das Münchener Jazzlabel ACT auf die Brüder aufmerksam; es veröffentlichte im April 2006 ihre erste CD Remember Chet in der Reihe Young German Jazz. Es folgten weitere CD-Produktionen und Auftritte bei Jazzfestivals im In- und Ausland.
Die Süddeutsche Zeitung schrieb über die Debüt-CD:

„Hommagen an Jazzlegenden gibt es ohne Zahl, aber was der 18 Jahre junge Trompeter Julian Wasserfuhr und sein drei Jahre älterer Bruder Roman am Piano als fünften Beitrag der ACT-Reihe "Young German Jazz" vorlegen, zieht einem doch fast die Schuhe aus: Tatsächlich klingt Remember Chet,  als wäre Chet Baker wiederauferstanden, mit diesem magisch leichten und zugleich melancholischen Ton.“
2013 erhielten Julian und Roman Wasserfuhr gemeinsam mit den DJs Blank & Jones vom Bundesverband Musikindustrie den German Jazz Award in Gold aufgrund der Verkaufszahlen ihrer CD Relax Jazzed 1.

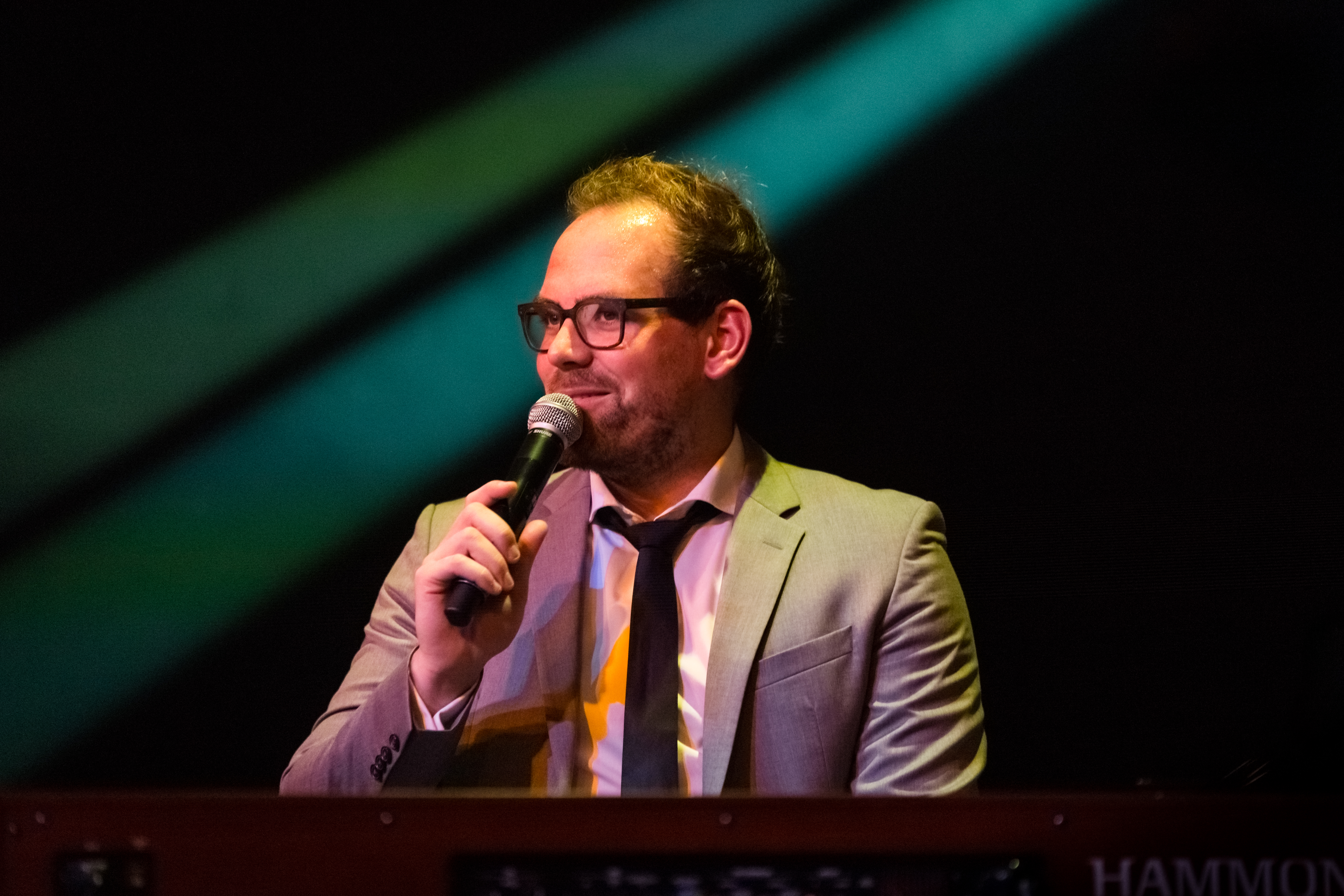
Bei den Leverkusener Jazztagen 2017

## Veröffentlichungen
- Julian & Roman Wasserfuhr Quartett Remember Chet (2006)
- Julian & Roman Wasserfuhr Upgraded in Gothenburg (2009)
- Julian & Roman Wasserfuhr Gravity (2011)
- Bertil Mark Insight Outside (2011)
- Blank & Jones Relax Jazzed (2012)
- Julian & Roman Wasserfuhr Running (2013)
- Julian & Roman Wasserfuhr Landed in Brooklyn (2017)
- Julian & Roman Wasserfuhr with Jörg Brinkmann Relaxin’ in Ireland (2018)
- Blank & Jones Relax Jazzed 3 (2022)
- Julian & Roman Wasserfuhr Mosaic (2022)
- Julian & Roman Wasserfuhr Safe Place (2025)